# Скочково (Краснополянское сельское поселение)
Скочково — деревня в Никольском районе Вологодской области.
Входит в состав Краснополянского сельского поселения (с 1 января 2006 года по 1 апреля 2013 года входила в Осиновское сельское поселение), с точки зрения административно-территориального деления — в Осиновский сельсовет.
Расстояние до районного центра Никольска по автодороге — 22 км. Ближайшие населённые пункты — Упиралово, Шолково, Дворище.
По переписи 2002 года население — 108 человек (51 мужчина, 57 женщин). Преобладающая национальность — русские (99 %).